# Phyto luteisquama
Phyto luteisquama är en tvåvingeart som beskrevs av Kugler 1978. Phyto luteisquama ingår i släktet Phyto och familjen gråsuggeflugor.
Artens utbredningsområde är Israel. Inga underarter finns listade i Catalogue of Life.